# André Øvredal
André Øvredal (Osøyro, 6 maggio 1973) è un regista e sceneggiatore norvegese.

## Filmografia

### Regista

#### Cinema
- Future Murder, co-diretto con Norman Lesperance (2000)
- Customer Support (2009) - cortometraggio
- Troll Hunter (Trolljegeren) (2010)
- Tunnelen (2016) - cortometraggio
- Autopsy (The Autopsy of Jane Doe) (2016)
- Scary Stories to Tell in the Dark (2019)
- Mortal (2020)
- Demeter - Il risveglio di Dracula (The Last Voyage of the Demeter) (2023)
- Bendy And The Ink Machine

### Sceneggiatore
- Future Murder, regia di Norman Lesperance e André Øvredal (2000)
- Customer Support, regia di André Øvredal (2009) - cortometraggio
- Troll Hunter (Trolljegeren), regia di André Øvredal (2010)
- Enormous - serie Tv, episodio 1x01 (2014)
- Tunnelen, regia di André Øvredal (2016) - cortometraggio
- Mortal, regia di André Øvredal (2020)

### Produttore
- Future Murder, regia di Norman Lesperance e André Øvredal (2000)
- 3AM Eternal, regia di Dennis Lanson (2001) - cortometraggio
- Polaroid, regia di Lars Klevberg (2015) - cortometraggio
- Mortal, regia di André Øvredal (2020)

### Montatore
- Future Murder, regia di Norman Lesperance e André Øvredal (2000)